# Рівня (Вижницький район)
Рівня — колишнє село Вижницького району Чернівецької області. Нині — південно-західна околиця і мікрорайон міста Вижниця.
Мечислав Рей близько 1860 після проведеного поділу спадку родини став власником маєтку у Рівні (також Вижниці, Виженці, Бабні, Чорногузах) на Буковині.
У Рівні народився Яремчук Назарій Назарович — український співак.